# Woodstock (album Jimija Hendrixa)
Woodstock uživo je album američkog glazbenika Jimija Hendrixa, postumno objavljen 20. kolovoza 1994. godine od izdavačke kuće Polydor.
Album sadrži pjesme s nastupa Jimija Hendrixa i sastava Gypsy Sun and Rainbows izvedenog 18. kolovoza 1969. godine na Woodstock festivalu, Bethel, New York.

## O albumu
Nakon što se raspao sastav The Jimi Hendrix Experience, Hendrix se vraća u Sjedinjene Države i okuplja novi sastav kojeg kasnije nazivaju Gypsy Sun and Rainbows. Prvi nastup pod imenom Electric Sky Churc imali su 18. kolovoza 1969. godine na festivalu Woodstock pred oko 30.000 najupornijih obožavatelja. Hendrix je na svoj, ali vrlo spektakularan način na gitari izveo američku himnu "Star Spangled Banner", a ti zvuci pamte se još i danas. među brojnim izvođačima toga dana nastupili su i Canned Heat, Creedence Clearwater Revival, Grateful Dead Janis Joplin, Joe Cocker, Jefferson Airplane, Carlos Santana i The Who ali najzapaženiji nastup koji je ostao u sjećanju bio je onaj Jimija Hendrixa i njegova izvedba američke himne.

## Popis pjesama
| Br. | Skladba                                               | Autor | Trajanje |
| --- | ----------------------------------------------------- | ----- | -------- |
| 1.  | »Uvod«                                                |       | 1:56     |
| 2.  | »Fire«                                                |       | 3:53     |
| 3.  | »Izabella«                                            |       | 5:10     |
| 4.  | »Hear My Train A Comin' (Get My Heart Back Together)« |       | 9:16     |
| 5.  | »Red House«                                           |       | 5:40     |
| 6.  | »Jam Back At The House (Beginnings)«                  |       | 7:58     |
| 7.  | »Voodoo Child (Slight Return)/Stepping Stone«         |       | 12:49    |
| 8.  | »The Star Spangled Banner«                            |       | 3:42     |
| 9.  | »Purple Haze«                                         |       | 3:25     |
| 10. | »Woodstock Improvisation«                             |       | 4:59     |
| 11. | »Villanova Junction«                                  |       | 3:04     |
| 12. | »Farewell«                                            |       | 1:54     |

## Izvođači
- Jimi Hendrix – električna gitara, vokal
- Mitch Mitchell – bubnjevi
- Billy Cox – bas-gitara
- Larry Lee – ritam gitara
- Juma Sultan – udaraljke
- Jerry Velez – udaraljke

### Produkcija
- Producent - Alan Douglas
- Asistent (producent) - Bruce Gary
- Mastering - Joe Gastwirt
- Tehničar - Eddie Kramer, Lee Osborne
- Miks - Mark Linett
- Dizajn - John O'Brien, Jeff Smith
- Zabilješke - Michael Fairchild
- Elektronička obrada slike - Adrian Boot
- Fotografija - Allan Koss Chip Monck

## Vanjske poveznice
- Discogs - recenzija albuma